# Impatiens usambarensis
Impatiens usambarensis är en balsaminväxtart som beskrevs av C. Grey-wilson. Impatiens usambarensis ingår i släktet balsaminer, och familjen balsaminväxter. Inga underarter finns listade i Catalogue of Life.